# Мутнозеро
Мутнозеро — пресноводное озеро на территории Винницкого сельского поселения Подпорожского района Ленинградской области.

## Общие сведения
Площадь озера — 0,6 км², площадь водосборного бассейна — 4,28 км². Располагается на высоте 177,5 метров над уровнем моря.
Форма озера лопастная, продолговатая: оно вытянуто с юго-запада на северо-восток. Берега изрезанные, каменисто-песчаные, преимущественно возвышенные.
Через озеро течёт безымянный водоток, вытекающий из Ладвозера и впадающий в Ащозеро, из которого берёт начало река Ащина, впадающая в реку Оять, левый приток Свири.
По озере расположены два относительно крупных (по масштабам водоёма) острова без названия.
Населённые пункты вблизи водоёма отсутствуют. На северном берегу располагается урочище Мутнозеро, к которому подходит лесная дорога.
Код объекта в государственном водном реестре — 01040100811102000015913.